# Aéroport Will Rogers-World
L'Aéroport Will Rogers-World (code IATA : OKC • code OACI : KOKC • code FAA : OKC), (connu en anglais Will Rogers Airport ou tout simplement Will Rogers) est situé au sud-ouest d'Oklahoma City, Oklahoma 8 km (6 mi) du centre-ville. L'aéroport est nommé en l'honneur du comédien et cow-boy légendaire Will Rogers, originaire d'Oklahoma. Il sert sous la dénomination de Will Rogers Air National Guard Base de base aérienne.

## Statistiques
Pour des raisons techniques, il est temporairement impossible d'afficher le graphique qui aurait dû être présenté ici.

Voir la requête brute et les sources sur Wikidata.